# レムリア -海の黙示録-
『レムリア -海の黙示録-』（レムリア うみのもくしろく）は、岸大武郎による日本の漫画作品。『週刊コミックバンチ』（新潮社）にて、2002年24号から42号まで連載された。単行本は全2巻。
単行本の2巻には読み切りの「ノスタルジー・ランド」が収録されている。

## 登場人物
ロイ・アドラー
元アメリカ海軍少佐。海賊と呼ばれるほどの勇猛な潜水艦乗り。妻である真夜の頼みから世界で唯一、常温核融合炉エンジンを持った潜水艦レムリアを奪い、艦長となる。
真夜・アドラー
ロイの妻で天才科学者。国際研究財団OZで量子頭脳の研究を行っていた。OZの企みに気付いてクーデターを予定し、レムリアを奪う際に殺される。ただし、自分の記憶と人格をレムリアの量子頭脳に移していたため、レムリアの頭脳として存在している。
ソフィア
真夜の助手。共にクーデターを起こし、レムリアではソナー手を務める。
マックス
元海軍特殊部隊で、真夜たちと共にクーデターに参加。レムリアでは操舵手を務める。
ジョージ・タムソン
レムリア建造の現場主任。
アガサティア・ナラ
「21世紀のダ・ヴィンチ」と呼ばれる天才科学者で、OZ創立の中心人物の1人。超古代文明の石碑を解読し、常温核融合炉を設計した。クーデターの首謀者。
サリー
犬のロボット。ロイたちが新婚時に飼っていた犬のサリーのパターンを再現している。
凪人
与那国島の漁師。
ドクター・ミーム
OZ南極本部の戦闘指揮長。

## 単行本
1. ISBN 9784107710581
2. ISBN 9784107710673